# Давай, Джонни, давай!
«Давай, Джонни, давай!» (англ. Go, Johnny, Go!) — американская музыкальная кинокомедия 1959 года, снятая режиссёром Полом Лэндерсом за пять дней.
Вторая роль в кино известного итальянского актёра и певца Адриано Челентано, который снялся в камео. Однако сцены с участием Челентано были добавлены к фильму итальянскими прокатчиками и в оригинальной американской версии не присутствуют.
Слоган фильма: «Вы знаете, я думаю — это выход!» (англ. You know — like I mean — it’s way out!)

## Сюжет
Главный герой — Джонни, юноша-сирота, не знающий своих родителей, живёт в приюте. Однажды он принимает решение стать певцом, с надеждой как можно быстрее приобрести популярность. За свой счёт он записывает первый альбом и отправляет его Алану, организатору музыкальных конкурсов. После того, как Алан услышал альбом, он понимает, что у юноши есть неоспоримый талант для мира рока.

## В ролях
- Алан Фрид
- Сэнди Стюарт
- Чак Берри
- Джеки Уилсон
- Ричи Валенс
- Джо-Энн Кэмпбелл
- Харви Фьюкуа
- Эдди Кокран
- Джимми Клэнтон
- Херб Вигран
- Фрэнк Уилкокс — Гарольд Арнольд
- Милтон Фром
- Джо Крэнстон
- Инга Болинг
- Марта Уэнтуорт
- Фил Арнольд
- Уильям Фоусет
- Джейк Кэри
- Зик Кэри
- Эрл Кэрролл
- Адриано Челентано
- Дик Эллиотт
- Джо Флинн
- Томми Хант
- Нат Нельсон
- Майкл Петерсон

## Съёмочная группа
- Режиссёр — Пол Ландрес
- Сценарист — Гари Александр
- Кинооператоры — Джек Этра, Эдди Фицджералд
- Композитор — Лео Клатскин
- Продюсеры — Алан Фрид, Джек Хук, Хэл Роач-младший